# Mission Hills (Kalifornija)
Mission Hills je naseljeno područje za statističke svrhe u američkoj saveznoj državi Kalifornija. Prema popisu stanovništva iz 2010. u njemu je živjelo 3.576 stanovnika.